# Henrik af Trolle
Henrik af Trolle (Stoccolma, 24 novembre 1730 – Stoccolma, 12 marzo 1784) è stato un ammiraglio svedese.
Comandante della Arméns flotta svedese, fu elevato al rango nobiliare nel 1772. È considerato uno dei più importanti amministratori e innovatori della marina svedese di tutti i tempi, insieme a Claes Larsson Fleming e Hans Wachtmeister.

## Biografia
Nato a Stoccolma il 24 novembre 1730, figlio dell'ammiraglio danese Georg Herman von Trolle, entrato al servizio del Re di Svezia, e di Anna Margareta Grill. All'età di dieci anni entrò nell'organizzazione Skeppsgosse, che aveva il compito di reclutare e formare i giovani alla vita in mare, trascorrendovi i successivi tredici anni. Durante un viaggio dai Paesi Bassi in Sud America tra il 1751 e il 1752 a bordo di una nave prussiana prese parte ad un combattimento, protrattosi per quattro ore, contro 4 navi spagnole, al termine del quale l'intero equipaggio fu catturato e condotto prigioniero a Cartagena, in Colombia. Rilasciato dopo quattro mesi, nel 1754 l'Ammiragliato lo promosse al grado di överstyrman e l'anno successivo di löjtnant.

### La guerra di Pomerania
Promosso Kaptenlöjtnant assunse il comando della galea Carlscrona  partecipando nel 1758 all'assedio di Peenemünde  e alla conquista della fortificazione di Anklamer-Fehr, dove al comando della sua galea, respinse l'attacco di due navi da guerra prussiane costringendole alla ritirata. Nel 1759 organizzò il trasporto dell'armata svedese a Rügen, servendo quindi come aiutante di campo del conte Axel von Fersen, partecipando alla conquista di Usedom e Wollin e alla Battaglia di Frisches Haff (10 settembre 1759). Nel 1760 gli fu dato il comando delle unità navali e militari che proteggevano le acque intorno alle isole di Usedom e Wollin e delle truppe ivi stanziate. Promosso Kapten continuò a ricoprire sia l'incarico di aiutante di campo del comandante dell'esercito della Pomerania che quello di comandante della squadra navale dell'arcipelago.
Responsabile di mantenere il collegamento tra le truppe russe dell'Hinterpommern e le truppe di fanteria svedesi stanziate a Wollin, dovette spesso confrontarsi con la squadra prussiana dell'Oder, forte di due fregate da 18 cannoni e quattro navi più piccole. Promosso Major, nel 1762, con l'uscita della Svezia dalla Guerra dei sette anni, in meno di due mesi riuscì a riparate e attrezzare tutte le galee e le navi presenti in Pomerania per riportare le truppe in Patria. Nel 1766 viaggiò a proprie spese per l'Europa, recandosi dapprima in Francia dove ebbe il permesso di studiare la flotta francese e i suoi equipaggiamenti, poi in Fiandra dove ispezionò numerose fortificazioni, e infine in Olanda, dove ad Amsterdam osservò le navi della flotta olandese, studiando le tecniche di costruzione navale e le tattiche di combattimento. Nel 1769 sposò la signorina Carolina Carleson, figlia del politico Edvard Carleson.
Nel 1770 con la ricostituzione della Arméns flotta, un ramo della marina reale specializzato nella guerra costiera e nelle operazioni anfibie, fu promosso överstelöjtnant, servendo agli ordini del Maresciallo Augustin Ehrensvärds. Nel 1772 fu promosso al grado di överste, e alla morte di Ehrensvärd, avvenuta nel corso dell'anno, il re Gustavo III, per il suo sostegno alla rivoluzione da lui imposta, gli assegnò il comando della flotta e lo elevò al rango nobiliare con il prefisso "af".
Durante le operazioni egli elaborò le norme per l'impiego bellico della flotta dell'arcipelago, e su ordine del re diresse la costituzione del Consiglio della Marina. Nel 1775 assunse il comando del Reggimento di fanteria Nylands, mantenendo nel contempo il comando della flotta, venendo promosso Generalmajor nel 1776.
Nel 1777 accompagnò re Gustavo III nel suo viaggio a San Pietroburgo, dove incontrò la zarina Caterina II. L'8 giugno 1780 fu elevato al rango di Generalamiral, un grado militare che non era più stato assegnato dalla morte di Hans Wachtmeister (1714), anche se il Duca Carlo di Södermanland ricevette alla nascita quello di Grande Ammiraglio. Nel 1783 Gustavo III gli sottopose il piano di attacco alla Danimarca, che egli trovò audace, ma non impossibile da eseguire, raccomandando di bloccare la flotta danese nel porto di Copenaghen prima che essa avesse il tempo di prendere il mare, ma le condizioni politiche del tempo non permisero mai l'effettuazione di tale attacco.  Nal 1784 si recò in visita a Napoli, esaminando la flotta del Regno, ma una volta rientrato in Svezia si spense a Stoccolma il 12 marzo dello stesso anno a causa di una malattia. Gli successe nell'incarico l'ammiraglio Carl August Ehrensvärd.